# Дом Лучицких

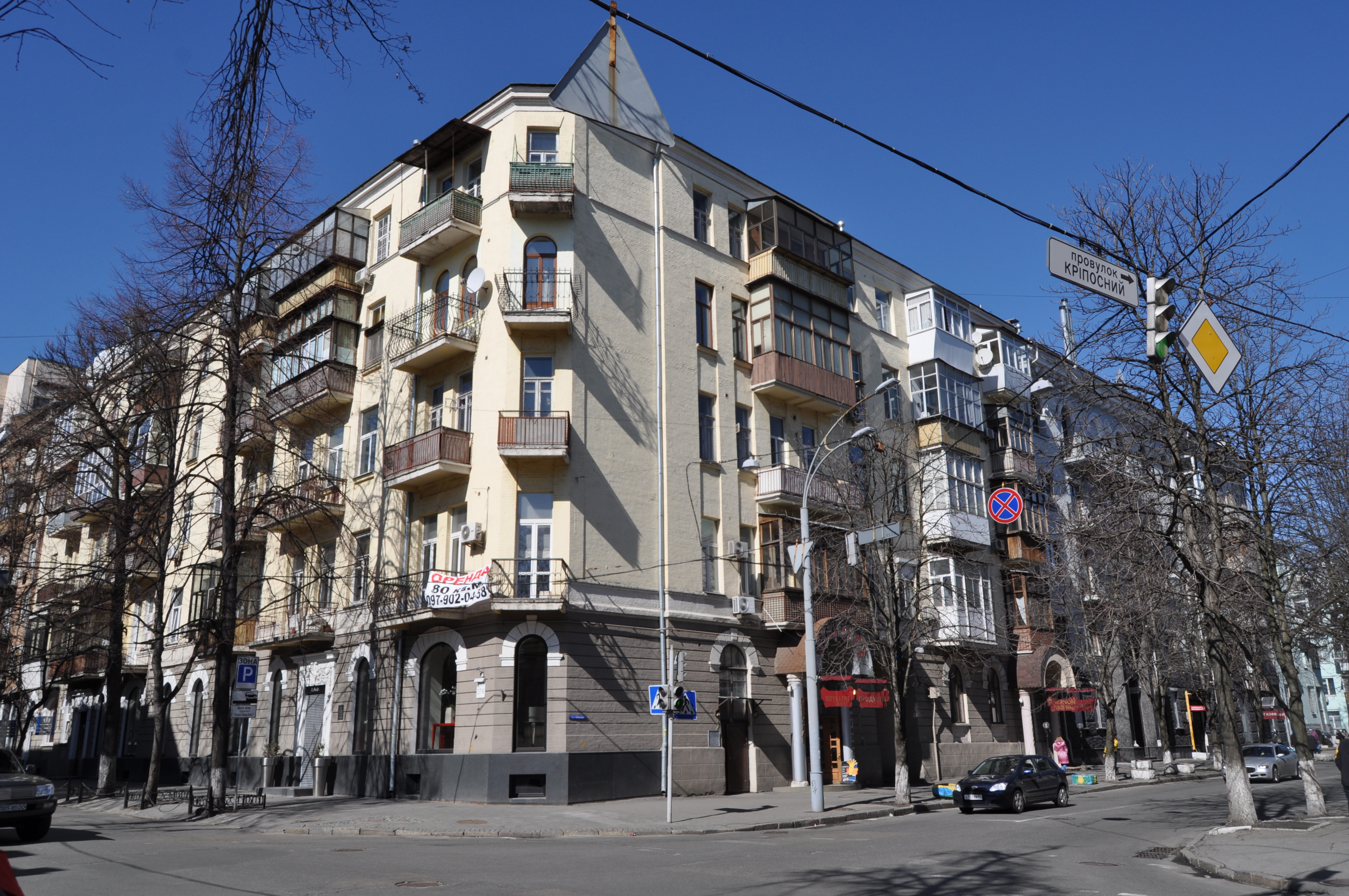
Дом Лучицких

Дом Лучицких (укр. Будинок Лучицьких) — памятник архитектуры и истории местного значения в Печерском районе Киева. Охранный номер 409. Дом расположен на углу улицы Институтская, 27/6 и Крепостного переулка.
Здание было построено в стиле модерн в 1912—1913 годах как доходный дом для Марии Лучицкой по проекту архитектора Валериана Рыкова. Дом кирпичный, пятиэтажный, с подвалом. Первый этаж декорирован, тогда как верхние этажи почти не украшены. Входные двери на улицу Институтскую украшены монограммами владелицы «М. Л.». В доме жила семья Лучицких: Мария и её муж Иван жили в квартире № 6 на третьем этаже. Их сын Владимир жил в квартире № 22 на четвёртом этаже (с 1913 по 1923). С 1912 по 1920-е годы здесь также проживал Леонид Личков, статистик, литератор, сотрудник «Киевской старины».